# Rhynchopsitta
Rhynchopsitta är ett fågelsläkte i familjen västpapegojor inom ordningen papegojfåglar. Släktet omfattar två arter som enbart förekommer i Mexiko och som båda är starkt hotade:
- Tjocknäbbad parakit (R. pachyrhyncha)
- Tallparakit (R. terrisi)